# Бут, Закари
За́кари Бут (англ. Zachary Booth, род. 1983, Нью-Йорк) — американский актёр. Наиболее известен по роли Майкла Хьюза, сына адвоката Пэтти Хьюз (Гленн Клоуз), в телесериале «Схватка».

## Жизнь и карьера
Закари Бут родился в Нью-Йорке в 1983 году. Он окончил Мичиганский университет в 2004 году.
У Бута были второстепенные роли в фильмах «Убийство школьного президента» с Мишой Бартон и «Знакомство с Марком» с Беном Стиллером. В 2009 году он также сыграл небольшую роль члена группы натуралистов-хиппи в фильме Энга Ли «Штурмуя Вудсток».
Осенью и зимой 2008 года Бут играл в пьесе «Молитве за моего врага» с обладателями премии «Тони» Викторией Кларк и Мишель Парк и номинантом на «Тони» Джонатаном Гроффом в офф-бродвейском театре Playwrights Horizons в Нью-Йорке. В том же году он сыграл роль Гэри, парня Трис в фильме «Будь моим парнем на пять минут».
В сентябре 2010 года он участвовал в нью-йоркской постановке новой пьесы Крейга Лукаса «Я как таковой и я» Эдварда Олби также в Playwrights Horizons. В 2012 году он сыграл главную роль в фильме Айры Сакса «Пока горят огни». В 2015 году Бут получил роль в основном составе телесериала «К югу от ада» с Миной Сувари в главной роли.

## Фильмография
| Год       |     | Русское название                    | Оригинальное название                    | Роль                  |
| --------- | --- | ----------------------------------- | ---------------------------------------- | --------------------- |
| 2006      | с   | Закон и порядок: Специальный корпус | Law & Order: Special Victims Unit        | Тревор Олсен          |
| 2007      | с   |                                     | What Goes On                             | Итан Ноулз            |
| 2007      | ф   | Вся жизнь перед глазами             | The Life Before Her Eyes                 | пловец                |
| 2007—2012 | с   | Схватка                             | Damages                                  | Майкл Хьюз            |
| 2008      | ф   | Убийство школьного президента       | Assassination of a High School President | Рокки Рекон           |
| 2008      | с   | Новый Амстердам                     | New Amsterdam                            | Рузвельт / Алекс Спур |
| 2008      | кор |                                     | Venice                                   | Леви / Чик            |
| 2008      | ф   | Будь моим парнем на пять минут      | Nick and Nora's Infinite Playlist        | Гэри                  |
| 2009      | ф   | Штурмуя Вудсток                     | Taking Woodstock                         | натуралист-хиппи      |
| 2009      | ф   | Знакомство с Марком                 | The Marc Pease Experience                | Крэйг                 |
| 2010      | с   | Дорогой доктор                      | Royal Pains                              | Оливер Эмброуз        |
| 2010      | ф   | Белые ирландские пьяницы            | White Irish Drinkers                     | Тодд Маккей           |
| 2011      | ф   | Бобёр                               | The Beaver                               | Джаред                |
| 2011      | ф   | Тёмная лошадка                      | Dark Horse                               | Джастин               |
| 2012      | ф   | Пока горят огни                     | Keep the Lights On                       | Пол Люси              |
| 2012      | ф   | Призванные                          | Recalled                                 | Кэрролл               |
| 2012      | с   | Нью-Йорк 22                         | NYC 22                                   | Гейб Эткинс           |
| 2012      | ф   | Голубые глаза                       | The Blue Eyes                            | Пол                   |
| 2013      | ф   | Громкие слова                       | Big Words                                | Бен Шайн              |
| 2013      | ф   | Сироп                               | Syrup                                    | Чет                   |
| 2013      | с   | Белый воротничок                    | White Collar                             | Патрик Волкотт        |
| 2013      | с   | Элементарно                         | Elementary                               | Сайлас Коул           |
| 2013      | кор | Синяя коробка                       | The Blue Box                             | Джек                  |
| 2014      | ф   | Никогда                             | Never                                    | Деним                 |
| 2014      | ф   | Последний уик-энд                   | Last Weekend                             | Тео Грин              |
| 2014      | с   |                                     | Dating & Auditioning                     | Зак                   |
| 2015      | с   | К югу от ада                        | South of Hell                            | Дэвид Абаскал         |
| 2015      | ф   |                                     | Ava's Possessions                        | Роджер                |
| 2015      | с   | В поле зрения                       | Person of Interest                       | Чейз Паттерсон        |
| 2015      | с   | Голубая кровь                       | Blue Bloods                              | Лоренцо Кольт         |